# Kenny McCormick
Kenneth James "Kenny" McCormick è uno dei quattro bambini protagonisti della serie animata South Park. Appare quasi sempre con addosso un giubbotto arancione col pelo con un cappuccio che nasconde il suo viso e rende quasi incomprensibili le sue battute; è apparso senza di esso nel film South Park - Il film: più grosso, più lungo & tutto intero e in poche altre occasioni nel corso della serie.
La caratteristica principale di Kenny è che viene ucciso in quasi tutti gli episodi delle prime cinque stagioni della serie, riapparendo nell'episodio successivo come se niente fosse accaduto prima.
Proprio come Stan, Kenny è un ragazzo gentile, dolce, amorevole e sensibile. È il secondo più buono dell'gruppo.
Proprio per questa caratteristica, Kenny è il personaggio più popolare dello show, a pari merito con Cartman, avendo anche un vasto merchandising.

## Biografia
Kenny è il secondogenito di una famiglia caucasica cattolica, economicamente la più povera della città. Il padre, Stuart McCormick, è un alcolizzato, cosa che i suoi amici (specialmente Eric) non mancano di ricordargli di frequente, ed è anche isterico dato che litiga spesso con la moglie Carol, la quale ha partorito Kenny a soli 16 anni. Kenny ha due fratelli: Kevin (un ragazzo di 13 anni) e Karen (una bambina di 6 anni che ha fatto la sua prima apparizione nell'episodio 09x04, Migliori amici per sempre). I McCormick sono così poveri che cenano mangiando waffles surgelati. Vivono di sussidi sociali, sebbene nell'episodio 07x06, I piccoli ferma-crimine, un boss del crimine abbia insinuato che producano e spaccino metanfetamine, ipotesi poi confermata nell'episodio 15x14 Il bambino povero.
Probabilmente a causa di questa vita scarsamente controllata, Kenny è il bambino più preparato del cartone su quello che riguarda il sesso, un argomento poco conosciuto tra gli altri suoi coetanei. Spesso è lui a fare commenti volgari sulle femmine che gli altri non capiscono, ed è lui a spiegare loro molti termini pornografici. Ha inoltre una vera ossessione per i seni e una vasta collezione di riviste pornografiche. Finora ha avuto due fidanzate: Kelly nella terza stagione e Tammy nella tredicesima.
I suoi dialoghi sono comprensibili molto raramente, a causa del cappuccio che gli copre la bocca e non si toglie quasi mai. L'ha fatto per la prima volta nel film, rivelando il suo vero viso e la sua capigliatura bionda, e inoltre parlando chiaramente per salutare i suoi amici prima di tornare nell'aldilà.
Successivamente Kenny è stato raffigurato senza cappuccio, ma non viene più mostrato con la faccia e i capelli contemporaneamente visibili e scoperti: ogni volta viene raffigurato con una maschera che lo rende riconoscibile solo attraverso i capelli oppure viene mostrato solo il viso senza i capelli venendo però riconosciuto dagli altri personaggi, restando però irriconoscibile agli spettatori data la mancanza di connotati che lo rendano distinguibile dagli altri bambini. Le uniche volte in cui le sue parole risultano perfettamente comprensibili è quando non indossa il cappuccio arancione, soprattutto quando assume l'identità di Mysterion per cui la sua bocca non è coperta dal cappuccio.
Nonostante questi problemi, Kenny viene spesso rappresentato come un eroe e in molti casi la sua morte è dovuta a un suo atto di sacrificio per il bene del gruppo o addirittura dell'umanità.
Oltretutto, nella quattordicesima stagione, nella puntata Il Procione 2: il senno di poi, si scopre che Kenny è in realtà Mysterion, il piccolo supereroe che ne Il procione (episodio 13x02) dà a Cartman del filo da torcere. Tra tutti i suoi amici, Mysterion è quello a cui si può attribuire il maggior numero di atti eroici.
Inoltre Kenny è un fratello maggiore estremamente affettuoso e protettivo. Agisce da angelo custode per la sua sorellina Karen, confortandola quando si sente sperduta e impaurita e affrontando direttamente chiunque tenti di maltrattarla.

## Morti ricorrenti
Le continue morti di Kenny sono la gag ricorrente più famosa di South Park, anche se solo per le prime cinque stagioni. Stan e Kyle quasi sempre reagiscono esclamando rispettivamente "Oh mio Dio! Hanno ammazzato Kenny!" e "Brutti bastardi!" (riferendosi agli autori Trey Parker e Matt Stone, come precisato dagli stessi), per poi dimenticarsene per il resto dell'episodio.
La perpetua resurrezione di Kenny ha avuto qualche vaga spiegazione. Nell'episodio 02x02, La mamma di Cartman continua a farsela con tutti, che è la seconda parte di una storia in cui Kenny è regolarmente morto nella prima, Kenny semplicemente si materializza vicino a Stan, il quale lo saluta con totale naturalezza. Oppure nell'episodio 04x05, Giù le zampe dai bambini, quando dopo la morte di Kenny i McCormick partoriscono un bebè del tutto identico a lui (con tanto di cappotto), e il padre dice che è almeno la 50ª volta che ottengono un nuovo Kenny (anche se la moglie lo corregge dicendogli che è la 52ª, facendo riferimento all'effettivo numero di morti fino ad allora).
Nel corso della serie in ogni caso, alcuni personaggi sembrano accorgersi o fanno comunque riferimento a questa speciale dote di Kenny, ad esempio:
- Alla fine dell'episodio 01x10 (Uno stronzo per amico) Stan, Kyle e Cartman hanno la sensazione che ci sia qualcosa di "incompleto", e si girano confusi verso il loro amico. Dopodiché compare la scritta "the end" e Kenny esulta di gioia essendo per la prima volta sopravvissuto;
- Cartman sembra essere l'unico a considerare le morti di Kenny, ciò viene confermato in alcuni episodi: nell'episodio 02x07 Ai confini della realtà i personaggi riparlano delle loro esperienze, mentre Kenny è già morto, e quando Cartman rammenta l'episodio dove Kenny muore, Kyle lo smentisce dicendogli che è impossibile che Kenny fosse morto in quella puntata se è appena morto in questa; poi nell'episodio 03x10 Una moda pericolosa, in cui Cartman urla ai topi che si avvicinano a Kenny: "Andatevene! Non è ancora morto!"; infine nell'episodio 05x06 Cartmanlandia, in cui Cartman vedendosi confiscare il denaro per risarcire la famiglia di Kenny morto nel suo luna park urla alle guardie: "Chi? Kenny? Muore tutte le volte!";
- Nell'episodio 03x01 (I cori spaccamaroni), quando Kenny viene colpito da un fulmine i suoi amici Stan e Kyle pronunciano la solita frase di culto quando una ragazzina di nome Kelly che si era innamorata di lui si tuffa sul bambino e lo soccorre chiedendo chi era stato a ucciderlo. I ragazzi si zittiscono e con aria sbalordita dicono "Loro!". Kenny si sveglia sotto lo stupore di tutti;
- Nell'episodio 04x07 (Fatti curare da un indiano), quando, vedendo Stan che si dispera davanti all'eventuale morte di Kyle, Kenny mugugna qualcosa di simile a "A te non importa quando muoio io!";
- Nell'episodio 07x15 (È Natale in Canada), quando Kenny esita a venire in Canada per paura di morire (cosa che infatti succederà per la prima volta dopo tre stagioni), anche se Kyle non ci crede.
- Nell'episodio 09x04 (Migliori amici per sempre) viene letto il testamento di Kenny, che comincia con "Vista l'alta probabilità che io muoia..."

Soltanto al termine della quinta stagione Kenny muore "definitivamente", con tanto di funerale, nell'episodio Kenny muore, perché gli autori avevano rinunciato a cercare nuovi modi per ucciderlo. Il suo corpo verrà cremato e in una puntata della sesta serie Cartman, introdottosi furtivamente nell'abitazione dei McCormick per cercare un biglietto per un buono acquisto del negozio di dolci che Kenny aveva con sé appena prima di morire, apre il contenitore delle ceneri dell'amico e, convinto che sia cacao in polvere, le mischia al latte e le beve. Successivamente Cartman si renderà conto dell'azione e gli servirà un esorcismo, eseguito dai genitori di Chef, per liberarsi dello spirito di Kenny. Dalla fine dell'ultimo episodio della sesta stagione, Slitta rossa abbattuta, Kenny riappare come nulla fosse mai accaduto, dicendo di essere stato nei dintorni. In seguito morirà solo in poche puntate.
La spiegazione definitiva sulle continue resurrezioni di Kenny si ha negli episodi 14x10, L'avvento di Mysterion e 14x11, Il procione contro il Procione e Amici dove Mysterion (il supereroe alter ego di Kenny) rivela il suo superpotere: non può morire mai. Infatti, spiega, ogni volta che muore vede una luce, l'inferno o il paradiso, ma il giorno dopo si risveglia nel suo letto come se non fosse successo nulla, senza che i suoi amici ricordino che è morto (cosa che lo fa molto arrabbiare, tanto da arrivare invano a suicidarsi più volte di fronte a loro senza riuscire a convincerli). Alla fine si viene a sapere che ogni volta che Kenny muore, viene partorito dalla madre come neonato nel corso della notte e messo a letto nel suo caratteristico vestito, dentro il quale si sveglierà al mattino cresciuto come al solito. Questo sembra sia una conseguenza della frequentazione da parte dei genitori di un culto devoto a Cthulhu prima della nascita di Kenny.
In questi due episodi viene inoltre fatto intuire che sebbene Kenny soffra ogni volta che viene ferito mortalmente, egli ha sviluppato una sorta di elevata sopportazione del dolore che lo porta talvolta a togliersi la vita di sua spontanea volontà semplicemente per congedarsi.
Kenny non muore nella suddetta puntata 01x10, Uno stronzo per amico, nonostante i continui lavori pericolosi assegnati dal signor Garrison; così come nella sempre già citata 03x01 Salviamo la foresta pluviale in cui viene colpito da un fulmine ma poi rianimato dalla ragazza che si era innamorata di lui, tanto da riuscire a ballare nel recital finale; e negli episodi 04x09 e 04x10 Kenny viene investito da un autobus che lo porta in Messico, ma sopravvive. 
In alcune puntate viene suggerito che sia il cappotto arancione di Kenny a provocare continui incidenti mortali, visto che ne sono stati colpiti altri personaggi mentre erano vestiti in questo modo, tra cui Jimmy (il quale però riuscirà ad evitare gli incidenti), Rob Schneider (posseduto dall'anima di Kenny, appena fuggita da Cartman) e un sosia di Eric Cartman che lo aveva sostituito in una clinica per dimagrimento.
Nella versione estesa del primo episodio della serie, Cartman si becca una sonda anale, Kenny tornava in vita direttamente nel finale dell'episodio lasciando intendere che anche nei successivi episodi la sua morte non sarebbe mai stata definitiva.
Successivamente la scena venne tagliata facendo sì che, da quel momento in poi nella serie, Kenny sarebbe ritornato in vita sempre e solo nell'episodio seguente.

## Creazione del personaggio
In un'intervista al Paley Center for Media i due autori hanno dichiarato che per creare Kenny si sono ispirati ad un amico di Trey Parker, anche lui di nome Kenny, il quale a sua volta era il bambino più povero del quartiere ed indossava un giubbotto arancione che rendeva difficile la comprensione di quel che diceva. La pratica di uccidere Kenny in ogni puntata delle prime stagioni dello show è stata ispirata dalla vita reale del vero Kenny, il quale marinava spesso la scuola; quando Parker e i suoi amici notavano la sua assenza alla fermata dell'autobus, erano soliti scherzare figurandosi che fosse veramente morto, salvo comportarsi come se nulla fosse successo al suo ritorno.
Nella stessa intervista i due hanno però anche dichiarato di aver più volte cambiato il nome del personaggio per evitare controversie; infatti nel primissimo episodio pilota Jesus vs. Frosty a portare il nome di Kenny è un bambino con l'aspetto di Eric Cartman.